# Де Норре, Каспер
Каспер Де Норре (нидерл. Casper De Norre; род. 7 февраля 1997, Хасселт, Фламандский регион) — бельгийский футболист, полузащитник клуба «Миллуолл».

## Клубная карьера
Де Норре — воспитанник клубов «Генк» и льжского «Стандарда». В 2015 году игрок подписал контракт с командой «Сент-Трюйден». 9 апреля 2016 года в матче против «Шарлеруа» он дебютировал в Жюпиле лиге. В том же году Де Норре на правах аренды выступал за «Геель», после чего вернулся обратно. 22 сентября 2018 года в поединке против «Антверпена» Каспер забил свой первый гол за «Сент-Трюйден». 
В начале 2019 года Де Норре вернулся в «Генк», подписав контракт на 4,5 года. 2 февраля в матче против «Васланд-Беверен» он дебютировал за клуб. В своём дебютном сезоне Каспер помог команде выиграл чемпионат. 
В 2020 году Де Норре на правах аренды перешёл в «Ауд-Хеверле Лёвен». 18 октября в матче против «Андерлехта» он дебютировал за новую команду. 21 марта 2021 года в поединке против «Мехелена» Каспер забил свой первый гол за «Ауд-Хеверле Лёвен». По окончании аренды клуб выкупил трансфер игрока. 
Летом 2023 года Де Норре перешёл в английский «Миллуолл». 5 августа в матче против «Мидлсбро» он дебютировал за Чемпионшипе. 

## Международная карьера
В 2019 году в составе молодёжной сборной Бельгии Де Норре принял участие в молодёжном чемпионате Европы в Италии и Сан-Марино. На турнире он сыграл в матче против команды Польши.

## Достижения
Командные
 «Генк»
- Победитель Жюпиле лиги — 2018/19